# Чулаккурган
Чулаккурга́н (каз. Шолаққорған) — село, центр Сузацького району Туркестанської області Казахстану. Адміністративний центр Чулаккурганського сільського округу.
У радянські часи село називалось Шолаккорган.
Населення — 19090 осіб (2021; 7934 у 2009, 8727 у 1999, 8575 у 1989).
2024 року до складу села Чулаккурган було приєднано сусідні села Жеткеншек та Теріскей.